# Cabonnichthys burnsi
Il cabonnittide (Cabonnichthys burnsi) è un pesce dalle pinne lobate, appartenente alla famiglia dei tristicotteridi (Tristichopteridae). Visse nel Devoniano superiore (circa 355 milioni di anni fa) e i suoi resti sono stati ritrovati nel giacimento fossilifero di Canowindra, in Australia.

## Descrizione
Il corpo di questo animale era notevolmente allungato, ancor più di quello degli altri pesci dalle pinne lobate, ed era di forma conica. Erano presenti due pinne dorsali poste in posizione molto arretrata, così come la pinna anale. La pinna caudale non aveva un profilo elevato come quella di Eusthenopteron ed era a forma di rombo. Tutte le pinne ad eccezione di quelle pettorali, in ogni caso, erano molto ridotte rispetto a quanto riscontrato in altri pesci dalle pinne lobate.
Il cranio possedeva un muso corto e smussato, mentre le ossa del rostro erano piccole e fuse superficialmente. La bocca era molto ampia, come in tutti i ripidisti, ed era armata di numerosissimi denti aguzzi. Le dimensioni di questo pesce predatore erano medie, e poteva raggiungere una lunghezza di poco inferiore al metro.
Molte ossa del cranio mostrano caratteristiche primitive, ma il cabonnittide mostrava anche aspetti evoluti. Il cinto pettorale era molto robusto, e le ossa della pinna lobata sono organizzate in un modo che richiama quello dei tetrapodi; le scaglie, inoltre, erano sprovviste di cosmina ed erano ornate da piccoli solchi dritti.

## Classificazione
Descritto per la prima volta nel 1997, il cabonnittide è stato classificato come un rappresentante atipico dei pesci dalle pinne lobate. La forma del corpo cilindrica e le piccole pinne, infatti, sono caratteristiche difficilmente riscontrabili in altri ripidisti; l'unico animale dotato di una simile organizzazione corporea è Mandageria, proveniente anch'esso dal giacimento di Canowindra. In ogni caso, il cabonnittide è considerato un rappresentante aberrante della famiglia dei tristicotteridi (Tristichopteridae), il cui  rappresentante più noto è Eusthenopteron.

## Stile di vita
Senza dubbio il cabonnittide era un predatore, come dimostrato dalle ampie fauci dentate; non è facile, però, capire in che modo cacciasse o quale fosse il suo habitat. Molti paleontologi hanno supposto che i pesci con le pinne lobate cacciassero in un modo molto simile a quello dellodierno luccio (Esox lucius), ma la forma del corpo del cabonnittide era notevolmente diversa. La coda, ad esempio, non era adatta alla propulsione improvvisa necessaria per una caccia d'agguato. È possibile che questo pesce fosse ugualmente un predatore che tendeva agguati, ma è probabile che utilizzasse le pinne pettorali muovendole in modo molto simile a quello dei primi tetrapodi, spostandole in avanti e indietro alternativamente. Questo avrebbe permesso una notevole flessibilità della metà anteriore del corpo.